# Aqueduto de Candelária
Aqueduto de Candelária é como é conhecido o aqueduto localizado na cidade de Candelária, estado do Rio Grande do Sul.  
Obra arquitetônica de rara beleza, sem similar no estado, situada na Linha Curitiba, foi mandada construir por João Kochenborger, um dos primeiros imigrantes alemães a chegar ao município, em 1862. Mede 304 metros de comprimento e possui 79 arcos, artística e simetricamente distribuídos. 
Tem 3 metros de altura e 97 cm de espessura, com exceção da base sobre a qual está assentado, que é bem mais larga. Desconhece-se a data exata de sua construção. No entanto, pesquisadores locais concluíram que a edificação teria sido feita entre os anos de 1868 e 1870. 
Os milhares de tijolos empregados, segundo relatos de descendentes de João Kochenborger, teriam sido prensados manualmente, um a um, e submetidos, depois, ao necessário processo de cozimento na própria propriedade. Sobre o dorso do Aqueduto, fluía a água captada no Arroio Molha Grande, que acionava duas rodas d’água, gerando força motriz para mover um engenho de serra, um moinho de milho e trigo, pilões para o cancheamento de erva-mate e um pequeno descascador de arroz, estando tudo desativado há muitas décadas. 
A 11 de janeiro de 1988, o Aqueduto foi declarado patrimônio histórico do município, sendo sua restauração procedida no mesmo ano, sob a responsabilidade técnica da engenheira civil Patrícia Mohallen, com a supervisão de arquitetos do Instituto do Patrimônio Histórico e Artístico Nacional (IPHAN).